# 212-та фольксгренадерська дивізія (Третій Рейх)
212-та фольксгренадерська дивізія (Третій Рейх) (нім. 212. Volksgrenadier-Division) — піхотна дивізія народного ополчення (фольксгренадери) вермахту за часів Другої світової війни.

## Історія
212-та фольксгренадерська дивізія сформована 17 вересня 1944 року у VII військовому окрузі на території Імперської області Країна Варти (окупована Польща) на навчальному центрі у Серадзі за рахунок підрозділів 578-ї фольксгренадерської дивізії, яка у свою чергу формувалася на базі розгромленої 212-ї піхотної дивізії. У листопаді 1944 року дивізія була перекинута на Західний фронт, де увійшла до 7-ї армії. Хоча її особовий склад мав доволі високий моральний дух і був готовий битися, однак, як і багато інших фольксгренадерських дивізій, 212-та дивізія не була повною мірою укомплектована бронетехнікою. У складі з'єднання було лише п'ять штурмових гармат «Штурмгешуц». Крім того, на початку наступу в Арденнах в дивізії було лише два з трьох гренадерських полків, оскільки третій був зарахований до резерву 7-ї армії.
16 грудня 1944 року німецькі війська перейшли в наступ, частини з'єднання з боями швидко пройшли від Ехтернаха до Бердорфа, Доквайлера та Оцвайлера. Фольксгренадери вийшли на рубежі далеко позаду американських ліній оборони, перш ніж командування американської 4-ї піхотної дивізії змогло відреагувати.
17 грудня Ехтернах був нарешті взятий після запеклих боїв за опанування містечка. Дивізія також зайняла Бердорф того ж дня, змусивши оперативну групу 10-ї бронетанкової дивізії США залишити село після затятого бою.
Коли почали прибувати нові підрозділи 3-ї армії Паттона, фольксгренадери були змушені перейти до оборони. Вони утримували свої позиції, але зрештою були змушені відступити під ударами американських військ та відійти на вихідні позиції, де билися до кінця січня 1945 року.
Однак навіть при скороченні рот до 25-30 осіб німецькі війська продовжували вперто боротися. У лютому вони захищали Західний вал від наступу військ Паттона. Тільки у травні 1945 року в Баумхолдері, Баварія, капітулювала остання вціліла група від 212-ї фольксгренадерської дивізії.

## Райони бойових дій
- Польща (вересень — листопад 1944);
- Арденни, Люксембург, Німеччина (Айфель) (листопад 1944 — лютий 1945);
- Німеччина (лютий — квітень 1945).

## Командування

### Командири
- генерал-лейтенант Франц Зенсфусс (жовтень 1944 — 1 квітня 1945);
- генерал-майор Макс Уліх (нім. Max Ulich) (1 — 21 квітня 1945)
- генерал-майор барон Йобст фон Будденброк (нім. Jobst Freiherr von Buddenbrock) (21 квітня — 8 травня 1945).

### Підпорядкованість
| Час     | Корпус           | Армія            | Група армій (округ) | Штаб   |
| ------- | ---------------- | ---------------- | ------------------- | ------ |
| 1944    |                  |                  |                     |        |
| жовтень | навчальний центр | навчальний центр | навчальний центр    | Ширатц |
| грудень | LXXX ак          |                  | Група армій «B»     | Трір   |
| 1945    |                  |                  |                     |        |
| січень  | LXXX ак          | 7 А              | Група армій «B»     | Трір   |
| лютий   | XIII ак          | 7 А              | Група армій «B»     | Трір   |
| квітень | XIII корпус СС   | 1 А              | Група армій «G»     | Айфель |

### Склад
| 1944                                     |
| ---------------------------------------- |
| 316-й гренадерський полк                 |
| 320-й гренадерський полк                 |
| 423-й гренадерський полк                 |
| 212-й артилерійський полк                |
| 212-та фузилерна рота                    |
| 212-й інженерний батальйон               |
| 212-та рота зв'язку                      |
| 212-те дивізійне управління забезпечення |

## Нагороджені дивізії
Нагороджені дивізії
|  | Кавалери Нагрудного знаку ближнього бою в золоті                                                           | 2 |
|  | Кавалери Золотого Німецького Хреста                                                                        | 17 |
|  | Кавалери Срібного Німецького Хреста                                                                        | 1 |
|  | Кавалери Лицарського хреста Залізного хреста з Дубовим листям                                              | 2 (№ 860 оберст резерву Гергард Мокрос — 05.05.1945 № 881 генерал-лейтенант Франц Зенсфусс — 09.05.1945) |
|  | Кавалери Лицарського хреста Залізного хреста                                                               | 13 (один непідтверджений)                                                                                |
|  | Кавалери Почесної відзнаки Сухопутних військ «Почесна застібка на орденську стрічку для Сухопутних військ» | 10 |

- Нагороджені Сертифікатом Пошани Головнокомандувача Сухопутних військ (2)